# John A. Macdonald
Sir John Alexander Macdonald GCB KCMG PC PC QC (Glasgow, 11 de janeiro de 1815 – Ottawa, 6 de junho de 1891) foi um advogado e político canadense que serviu como o primeiro primeiro-ministro do Canadá em duas ocasiões, de 1867 a 1873 e depois de 1878 até sua morte. Foi uma das principais figuras da Confederação Canadense e do início da história independente do Canadá, possuindo carreira política de quase meio século. Macdonald nasceu na Escócia e imigrou com a família para Kingston na colônia do Canadá Superior em 1820 quando criança. Estudou direito e abriu sua própria firma, envolvendo-se em vários casos relevantes que rapidamente lhe deram proeminência em Kingston. Isto permitiu que fosse eleito em 1844 para a legislatura colonial da Província do Canadá, tornando-se uma figura de destaque dentro do sistema político instável da colônia.
Nenhum partido político foi capaz de governar o Canadá por muito tempo, com Macdonald concordando, em 1864, com uma proposta feita por seu rival George Brown de que os partidos deveriam unir-se em uma Grande Coligação, a fim de procurar federação e reformas políticas. Ele foi um dos políticos proeminentes nas subsequentes discussões e conferências que resultaram no Ato Constitucional de 1867, que estabeleceu o Canadá como país em 1º de julho de 1867. Macdonald foi designado como o primeiro primeiro-ministro, conseguindo estabelecer um governo bem sucedido e estável. Ele procurou impedir que as diferentes províncias que formavam o Canadá de se separarem do país, firmando acordos e concessões para tal. Ele acabou perdendo o cargo em 1873 depois de um escândalo político de subornos envolvendo os planos para uma ferrovia transcontinental.
Macdonald continuou a liderar seu Partido Liberal-Conservador, agora na oposição, mesmo depois de perder a posição de primeiro-ministro. Ele e o partido assumiram nesse período ideias protecionistas que acreditavam que levaria ao melhor desenvolvimento da indústria canadense, realizando grandes campanhas eleitorais defendendo essas posições. Isto o ajudou a ser reeleito em 1878 como primeiro-ministro, supervisionando a finalização da construção da ferrovia transcontinental e a expansão territorial canadense para a maior parte de seu território atual. Sua posição política foi enfraquecida em seus últimos anos devido ao mau desempenho econômico nacional, o que permitiu que o rival Partido Liberal ganhasse mais espaço. Macdonald morreu em 1891 vítima de um acidente vascular cerebral depois de ocupar, não consecutivamente, o cargo por dezenove anos.

## Início de vida
John Alexander Macdonald nasceu em Glasgow, Escócia, no dia 11 de janeiro de 1815. Seu pai era Hugh Macdonald, um comerciante sem sucesso que havia se casado em 21 de outubro de 1811 com Helen Shaw. John era o terceiro de cinco filhos. Os negócios de Hugh Macdonald lhe trouxeram dívidas e a família acabou imigrando em 1820 para a cidade de Kingston na colônia britânica do Canadá Superior, onde já estavam estabelecidos vários familiares e conhecidos dos Macdonald.
Os Macdonald inicialmente moraram com outra família e em seguida residiram em uma loja que Hugh Macdonald passou a ter. James, irmão mais novo de John, morreu pouco depois devido a um golpe na cabeça desferido por um criado que deveria cuidar dos meninos. A loja faliu e mudaram-se para Hay Bay, onde Hugh teve outra loja mal-sucedida. Seu pai foi nomeado magistrado do Distrito Midland em 1829. Sua mãe foi uma influência duradoura, lhe ajudando durante seu difícil primeiro casamento e fazendo-se presente até morrer em 1862.
Macdonald inicialmente estudou em escolas locais. Sua família foi capaz de reunir dinheiro suficiente para matriculá-lo na Escola do Distrito Midland, em Kingston, quando tinha dez anos de idade. Sua educação formal terminou aos quinze anos, uma idade comum para deixar a escola em uma época em que apenas os filhos das famílias mais prósperas tinham os meios de entrar em uma universidade. Mesmo assim, ele afirmou posteriormente que arrependeu-se de ter saído da escola tão cedo, comentando com seu secretário Joseph Pope que, caso tivesse entrado em uma universidade, possivelmente teria seguido uma carreira literária.

## Carreira em direito

### Começo
Os pais de Macdonald decidiram assim que o filho saiu da escola que ele deveria tornar-se um advogado. O biógrafo Donald Creighton escreveu que o "direito era um caminho amplo e muitas vezes percorrido para o conforto, influência e até mesmo poder". Também era "a escolha óbvia para um menino que parecia tão atraído para o estudo quanto era desinteressado por comércio". Além disso, Macdonald precisava começar a ganhar dinheiro imediatamente para poder sustentar sua família já que os negócios de seu pai estavam fracassando outra vez. "Eu não tive infância", ele comentou décadas mais tarde, "A partir dos 15 anos, eu comecei a ganhar meu próprio sustento".

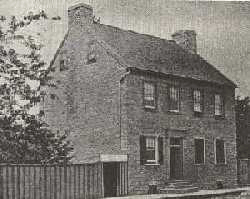
Casa em Kingston para onde a família Macdonald mudou-se em 1835.

Macdonald viajou de barco a vapor até a cidade de Iorque (atual Toronto), onde foi aprovado em uma prova aplicada pela Sociedade de Direito do Canadá Superior que incluía questões de matemática, latim e história. A América do Norte Britânica não tinha nenhuma escola de direito em 1830, com os estudantes sendo examinados no começo e final de suas tutelas. Eles eram aprendizes ou contratados de advogados estabelecidos entre essas duas avaliações. Macdonald começou seu aprendizado com George Mackenzie, um jovem advogado proeminente que era um membro bem visto da crescente comunidade escocesa de Kingston. Mackenzie praticava direito corporativo, uma especialidade lucrativa que Macdonald posteriormente também seguiria. Ele era um estudante promissor e administrou em 1833 o escritório de seu tutor quando este fez uma viagem de negócios para Montreal e Quebec no Canadá Inferior. Macdonald foi mais tarde no mesmo ano colocado para cuidar da firma de direito de um primo de Mackenzie, que havia adoecido.
Mackenzie morreu de cólera em agosto de 1834. Macdonald, com seu advogado supervisor e tutor morto, decidiu permanecer trabalhando na firma de direito do primo, que era localizada em Hallowell. Ele voltou para Kingston no ano seguinte e começou a praticar direito por conta própria na esperança de ganhar os clientes de seu antigo empregador, mesmo na época ainda não tendo idade ou qualificação para tal. Seus pais e irmãs também voltaram para morar em Kingston e Hugh Macdonald tornou-se um caixeiro de banco.
Macdonald, pouco depois, em fevereiro de 1836, foi chamado para adquirir sua qualificação, conseguindo também assumir a tutela de dois estudantes; ambos, assim como si mesmo, tornaram-se Pais da Confederação: Oliver Mowat e Alexander Campbell. Uma de suas primeiras clientes foi Eliza Grimason, uma imigrante irlandesa, então apenas com dezesseis anos, que procurou conselhos legais sobre uma loja que ela e seu marido queriam comprar. Grimason tornaria-se a apoiadora mais leal e uma das mais ricas de Macdonald, possivelmente também tendo sido sua amante. Com a ambição de ter seu nome reconhecido por toda a cidade, ele juntou-se a várias organizações locais. Macdonald também procurou assumir casos de destaque, representando o acusado de estupro infantil William Brass. Este acabou enforcado pelo crime, todavia Macdonald recebeu comentários positivos vindos da imprensa pela qualidade de sua defesa. De acordo com seu biógrafo Richard Gwyn:
| “ | Macdonald se fez notado muito além dos pequenos confins da comunidade de negócios de Kingston como um advogado criminal que pegava casos dramáticos. Ele agora estava operando em uma arena na qual passaria, por muito, a maior parte de sua vida: o tribunal e a opinião pública. E, enquanto lá, ele estava aprendendo as artes da argumentação e da persuasão que lhe serviriam por toda sua vida política. | ” |

### Proeminência
Todos os homens do Canadá Superior entre dezoito e sessenta anos eram membros da Milícia Sedentária, que foi convocada para o serviço durante as Rebeliões de 1837. Macdonald serviu como soldado patrulhando a área ao redor de Kingston, porém a cidade foi intocada e ele não precisou atirar no inimigo. Quase todos os julgamentos resultantes das revoltas ocorreram em Toronto, embora Macdonald representou um dos réus no único julgamento que foi realizado em Kingston. Todos os acusados de Kingston foram absolvidos e um jornal local descreveu Macdonald como "um dos barristers mais jovens na Província [que] está rapidamente subindo em sua profissão".

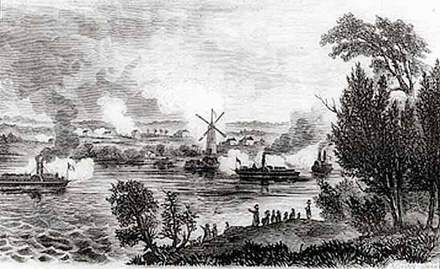
Gravura contemporânea da Batalha do Moinho, ocorrida em novembro de 1838.

Macdonald concordou no final de 1838 em aconselhar um grupo de invasores norte-americanos que haviam cruzado a fronteira com o objetivo de libertar o Canadá daquilo que viam como o jugo da opressão colonial britânica. Eles foram capturados após a Batalha do Moinho, travada em 13 de novembro perto de Prescott, em que dezesseis canadenses foram mortos e outros sessenta feridos. A opinião pública revoltou-se contra os prisioneiros depois destes terem sido acusados de mutilar o corpo de um tenente canadense morto. Creighton escreveu que Kingston estava "louca de pesar, raiva e terror". Macdonald não podia defender os invasores já que eles seriam julgados em uma corte marcial, onde advogados civis não podiam comparecer. À pedidos dos parentes canadenses de Daniel George, tesoureiro da malfadada invasão, Macdonald concordou em aconselhar George que, como os outros prisioneiros, tinham de realizar sua própria defesa. George foi condenado e enforcado. De acordo com o biógrafo Donald Swainson, "A posição de Macdonald estava segura por volta de 1838. Ele era uma figura pública, um homem jovem popular e um advogado sênior".
Ele continuou a expandir sua advocacia enquanto era nomeado para a diretoria de muitas companhias, principalmente em Kingston que, entre 1841 e 1844, foi a capital da recém estabelecida Província do Canadá, formada pelo Parlamento do Reino Unido a partir da união do Canadá Superior com o Canadá Inferior. Macdonald tornou-se tanto o diretor quanto advogado do novo Banco Comercial do Distrito Midland. Ele investiu pesadamente em bens imobiliários durante a década de 1840, incluindo propriedades comerciais no centro de Toronto. Enquanto isso, sofreu de algumas doenças, e em 1841 seu pai morreu. Doente e de luto, Macdonald decidiu viajar no começo do ano seguinte para um longo período de férias no Reino Unido. Partiu levando uma grande quantidade de dinheiro, tendo passado os três últimos dias antes da viagem jogando cartas e ganhando quantias substanciais. Ele conheceu sua prima direta Isabella Clark em algum momento durante sua estadia de dois meses no Reino Unido. Macdonald não a mencionou em suas cartas para casa e assim não se sabe as circunstâncias de como os dois se conheceram. Isabella viajou para visitar Kingston com uma irmã no final de 1842. A estadia se estendeu por um ano até ela casar-se com Macdonald em 1 de setembro de 1843.

## Ascensão política

### Parlamentar

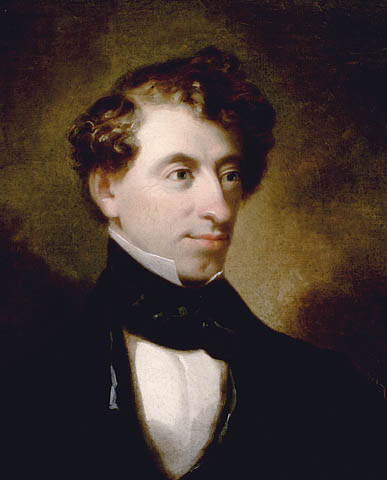
Macdonald c. 1842–43.

Macdonald anunciou em fevereiro de 1843 sua candidatura a vereador em Kingston. Ele celebrou sua primeira vitória eleitoral em 29 de março de 1843, com 156 votos contra 43 para seu oponente, um coronel Jackson. No mesmo dia ele sofreu o que próprio definiu como sua primeira queda, quando seus apoiadores, que o carregavam, acidentalmente lhe derrubaram em uma rua lamacenta.
Empresários locais pediram a Macdonald em março de 1844 para que ele concorresse como candidato Conservador para a vaga de Kingston na próxima eleição legislativa da província. Ele seguiu o costume contemporâneo de fornecer grandes quantidades de álcool para seus apoiadores. Não existia votação secreta na época e os votos eram declarados publicamente, com Macdonald derrotando seu oponente Anthony Manahan por 275 "gritos" contra 42 quando a votação se encerrou em 15 de outubro de 1844. A Assembleia Legislativa se reunia em Montreal na época. Macdonald nunca foi um orador e particularmente desgostava dos discursos bombásticos comuns do período. Em vez disso, ele encontrou um nicho ao especializar-se em direito eleitoral e procedimentos parlamentares.
Isabella ficou doente em 1844. Ela se recuperou, porém a doença voltou no ano seguinte e ela ficou inválida. Macdonald levou a esposa para Savannah, Geórgia, Estados Unidos, em 1845 na esperança que o ar do mar e o clima mais quente pudesse curá-la. Ele voltou para o Canadá seis meses depois, mas Isabella permaneceu nos Estados Unidos durante três anos. Macdonald a visitou novamente em Nova Iorque no final de 1846, retornando vários meses depois ao saber que ela estava grávida. Isabella deu à luz em agosto de 1847 John Alexander Macdonald Jr., entretanto permaneceu doente e assim parentes cuidaram da criança.
Macdonald frequentemente ficava ausente devido a doença da esposa, porém mesmo assim foi capaz de avançar tanto no mundo político quanto profissionalmente. Ele foi nomeado em 1846 como Conselheiro da Rainha. No mesmo ano recebeu a oferta do cargo de advogado-geral da província, mas o recusou. O co-primeiro-ministro William Henry Draper o nomeou em 1847 como receptor geral. Aceitar um posto governamental necessitava que Macdonald abrisse mão das rendas de sua firma de advocacia e passasse a maior parte do tempo em Montreal, ainda mais longe de Isabella. Ele foi facilmente reeleito quando as eleições foram realizadas em dezembro de 1847 e em janeiro de 1848, porém os Conservadores perderam acentos na legislatura e foram forçados a renunciar da liderança no início da sessão em março. Macdonald voltava para Kingston durante os recessos da legislatura, com a esposa voltando dos Estados Unidos em junho. John Jr. morreu repentinamente em agosto. Isabella deu à luz outro menino em março de 1850, Hugh John Macdonald, com seu pai escrevendo: "Nós temos Johnny de volta outra vez, quase sua imagem". Macdonald começou a beber muito por volta dessa época, tanto em público quanto particularmente, algo que a historiadora Patricia Phenix atribui aos seus vários problemas familiares.
Os Liberais, também chamados de Grits, mantiveram o poder na eleição de 1851, todavia logo ficaram divididos por um escândalo parlamentar. O governo renunciou em setembro e uma coligação de partidos de ambos os lados da província assumiu o poder sob o comando de sir Allan MacNab. Macdonald fez boa parte do trabalho em reunir e formar um governo, servindo também como seu procurador-geral. A coligação ficou conhecida em 1854 como os Liberais-Conservadores (muitas vezes chamados apenas de Conservadores). George-Étienne Cartier juntou-se ao gabinete em 1855, tornando-se um grande parceiro político de Macdonald até sua morte em 1873. MacNab foi tirado da posição de primeiro-ministro logo no ano seguinte por Macdonald, que tornou-se o líder dos Conservadores do Canadá Ocidental. Ele permaneceu como procurador geral apesar de ter ficado como o homem mais poderoso do governo, com sir Étienne-Paschal Taché ocupando o cargo de primeiro-ministro.

### Líder colonial

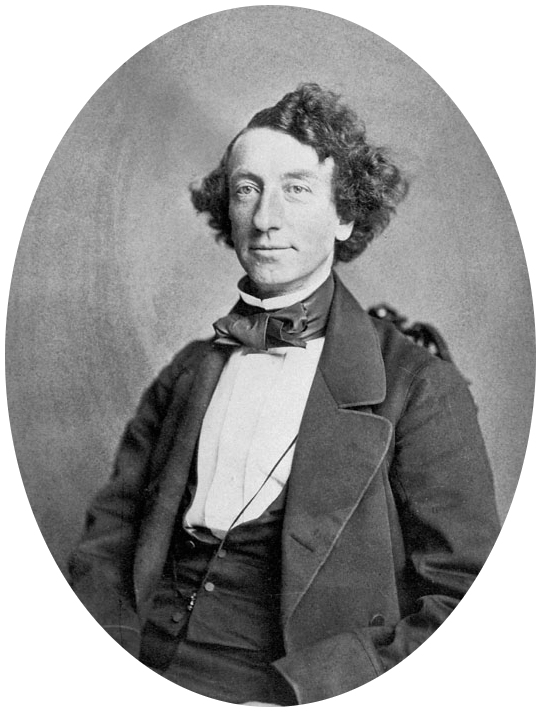
Macdonald em 1858.

Macdonald foi para o Reino Unido em julho de 1857 a fim de promover os interesses do governo canadense. Ao voltar foi nomeado primeiro-ministro no lugar de Taché, que estava se aposentando, bem a tempo de liderar os Conservadores durante a eleição geral. Ele foi novamente eleito por Kingston com 1189 votos a nove para John Shaw, cuja efígie subsequentemente foi enforcada; entretanto, outros Conservadores tiveram um desempenho ruim no Canadá Ocidental, com apenas o apoio franco-canadense tendo mantido Macdonald no poder. Isabella morreu em 28 de dezembro, deixando o marido viúvo com um filho de apenas sete anos para cuidar sozinho. Hugh John Macdonald cresceria principalmente aos cuidados de sua tia paterna e o marido desta.
A Assembleia tinha votado anos antes em mudar a sede do governo permanentemente para Quebec. Macdonald sempre foi contra e usou seu poder para em 1857 forçar a legislatura a reconsiderar. Ele propôs que a rainha Vitória deveria decidir qual cidade seria a capital do Canadá. Oponentes, principalmente do Canadá Oriental, argumentaram que a rainha não tomaria uma decisão inteiramente isolada; ela certamente seria aconselhada por seus ministros canadenses. A ideia de Macdonald mesmo assim foi adotada, com o apoio do Canadá Oriental sendo adquirido pela promessa de que Quebec permaneceria como a sede do governo por mais três anos antes da legislatura mudar-se para uma capital permanente. Macdonald particularmente pediu ao Escritório Colonial garantir que Vitória não respondesse por pelo menos dez meses ou até depois da eleição geral. A escolha da rainha foi anunciada em fevereiro de 1858: para o desalento de muitos políticos de ambos os lados da província, a selecionada foi a isolada cidade de Ottawa no Canadá Ocidental.
Um membro da oposição do Canadá Oriental propôs em 28 de julho de 1858 enviar uma carta à rainha informando que Ottawa não era um local apropriado para uma capital. Os membros do partido de Macdonald do Canadá Ocidental mudaram de lado e apoiaram a carta, com o governo sendo derrotado. Macdonald renunciou e o governador-geral sir Edmund Walker Head, 8º Baronete convidou o líder da oposição George Brown para formar um novo governo. Sob a lei vigente na época, Brown e seus ministros perderam seus assentos na Assembleia Legislativa ao aceitarem os cargos e precisavam enfrentar uma eleição. Estas deram a Macdonald uma maioria e ele prontamente derrotou o recém estabelecido governo. Head recusou o pedido de Brown pela dissolução da legislatura, com este e seus ministros renunciando. O governador-geral então pediu para Macdonald formar um governo. A lei permitia que qualquer um que tivesse ocupado uma posição ministerial dentro dos últimos trinta dias aceitasse uma nova posição sem a necessidade de uma eleição; Macdonald e seus ministros aceitaram os cargos, então completando a chamada "Troca Dupla" ao voltarem para seus antigos postos. Head insistiu para Cartier ser o primeiro-ministro titular, com Macdonald como vice, a fim de passar uma aparência de justiça.

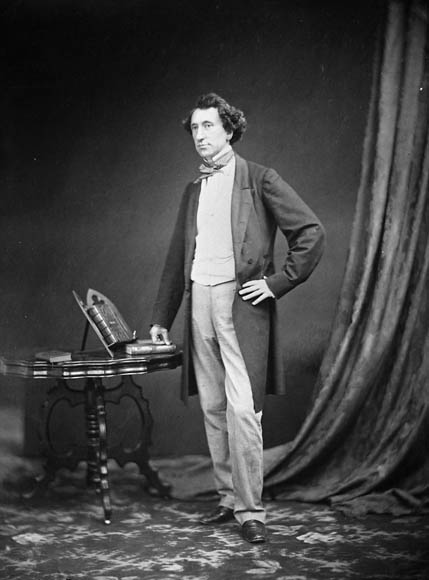
Macdonald em 1861.

O Canadá gozou de um período de grande prosperidade no final da década de 1850 e início da de 1860. As linhas ferroviárias e telegráficas melhoraram a comunicação entre as diferentes partes da província. De acordo com Richard Gwyn: "Em resumo, os canadenses começaram a tornar-se uma única comunidade". Na mesma época, o governo provincial ficou cada vez mais difícil de se administrar. Qualquer tipo de ato que fosse afetar tanto o Canadá Ocidental quanto o Canadá Oriental precisava de uma "dupla maioria": uma maioria de legisladores de ambas as seções da província. Isto levou a impasses cada vez mais comuns dentro da Assembleia. Cada seção elegia 65 representantes, mesmo com o Canadá Ocidental tendo uma população maior. Uma das maiores exigências de Brown era a "representação por população", contudo isto enfrentava grande oposição do Canadá Oriental.
A Guerra de Secessão nos Estados Unidos levou a temores tanto no Canadá quanto no Reino Unido de que os norte-americanos poderiam invadir o território canadense mais uma vez assim que resolvessem seu conflito interno. Os britânicos pediram para que os canadenses pagassem parte das despesas de defesa, com o Projeto de Lei da Milícia sendo apresentado na Assembleia em 1862. A oposição foi contra os gastos, com os representantes do Canadá Oriental temendo que franco-canadenses pudessem ter que lutar em uma guerra instigada pelo Reino Unido. Macdonald estava bebendo muito na época e foi incapaz de proporcionar uma liderança forte a favor do projeto de lei. O governo caiu e os Liberais assumiram o comando sob a liderança de John Sandfield Macdonald. Mesmo assim, os dois partidos tinham quase o mesmo número de legisladores, com alguns representantes independentes sendo capazes de destruir ou construir qualquer governo. A nova administração acabou caindo em maio de 1863 e Head convocou uma nova eleição geral, que pouco alterou as forças de cada partido. Albert Norton Richards do Canadá Oriental aceitou o posto de advogado geral em dezembro do mesmo ano, tendo de enfrentar uma eleição. Macdonald pessoalmente fez campanha contra Richards e este acabou derrotado pelo candidato conservador. A mudança custou aos Liberais a maioria e eles renunciaram em março de 1864. Macdonald voltou para o cargo tendo Taché novamente como primeiro-ministro. Este novo governo foi derrotado em junho. Os partidos estavam em um impasse tão grande que, de acordo com Swainson, "Era claro para todos que a constituição da Província do Canadá estava morta".

## Confederação
Enquanto seu governo caía novamente, Macdonald falou com o novo governador-geral lorde Charles Monck, 4º Visconde Monck, e conseguiu a dissolução da Assembleia. Ele foi abordado por intermediários de Brown antes mesmo de conseguir agir sobre a dissolução; o líder Liberal achava que a crise deu aos partidos uma oportunidade para unirem-se em uma reforma constitucional. Brown havia liderado um comitê sobre confederação entre as colônias da América do Norte Britânica, tendo entregue seu relatório pouco antes do governo Taché-Macdonald ter caído. Brown estava mais interessado na representação por população, enquanto a prioridade de Macdonald era uma federação em que outras colônias poderiam se juntar. Os dois chegaram a um meio-termo e concordaram que o novo governo apoiaria o "princípio federativo", um termo convenientemente elástico. As discussões não foram de conhecimento público e Macdonald surpreendeu a legislatura  ao anunciar que a dissolução seria adiada devido a progressos nas negociações com Brown; os dois homens não apenas eram rivais políticos, mas era bem conhecido o fato de se odiarem.

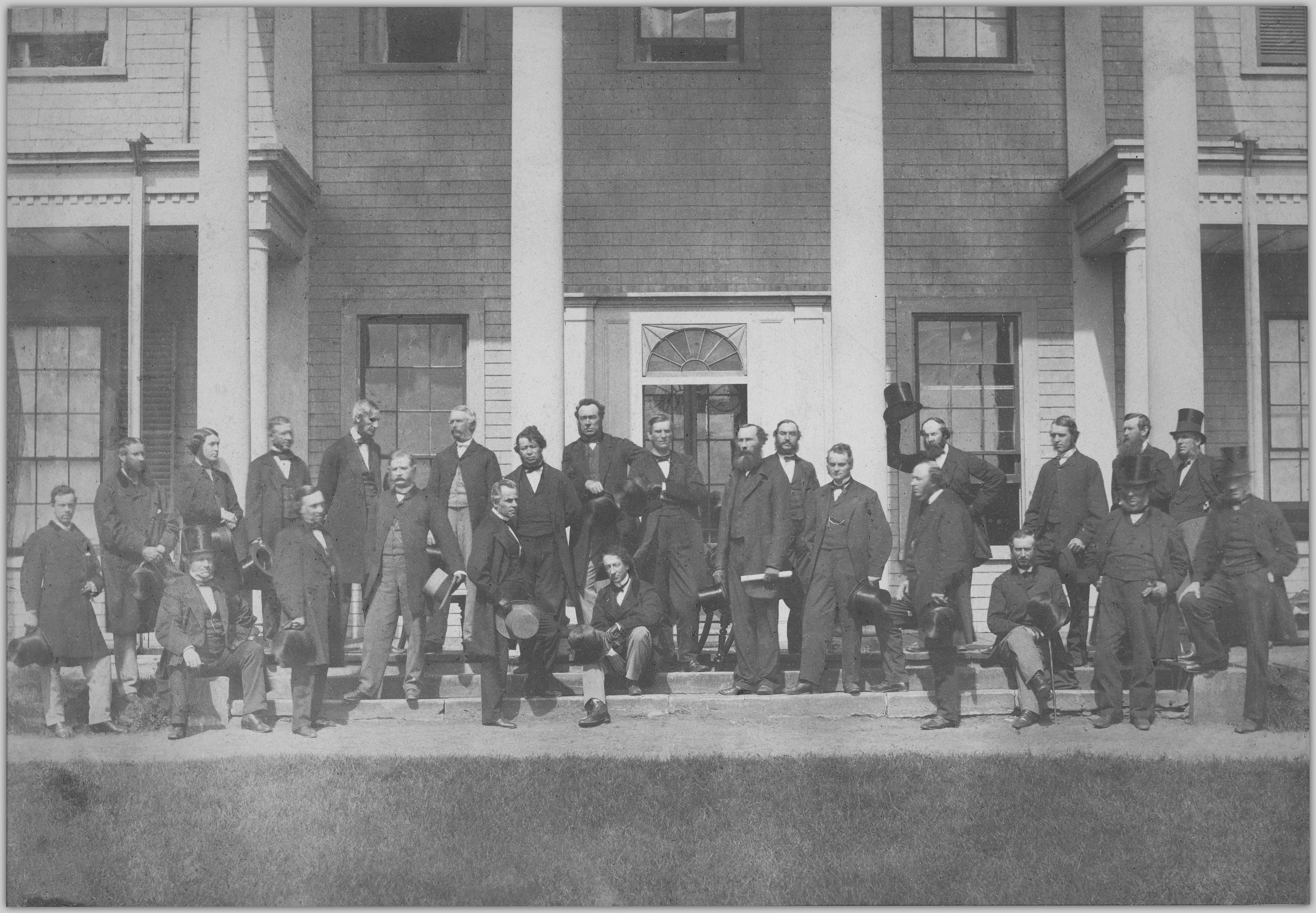
Os delegados da Conferência de Charlottetown em 1864; Macdonald está no centro, sentado nos degraus.

Os partidos resolveram suas diferenças e se juntaram na chamada Grande Coligação, com apenas o Partido Vermelho do Canadá Oriental ficando de fora. Uma conferência já havia sido convocada pelo Escritório Colonial para 1 de setembro de 1864 em Charlottetown, Ilha do Príncipe Eduardo, em que as colônias Marítimas considerariam uma união entre si. Os canadenses obtiveram permissão para enviar uma delegação liderada por Macdonald, Brown e Cartier para aquilo que ficou conhecida como a Conferência de Charlottetown. Ao final da reunião, as delegações Marítimas expressaram sua boa vontade em entrar para uma confederação. Os delegados se reuniram no mês seguinte em Quebec para a Conferência de Quebec, onde as Setenta e Duas Resoluções foram aprovadas; estas acabariam por formar as bases do novo governo canadense. A Grande Coligação foi ameaçada em 1865 pela morte de Taché. Monck pediu para Macdonald assumir a posição de primeiro-ministro, porém Brown achou que tinha uma reivindicação tão boa quant. A disputa foi resolvida pela nomeação de um candidato de meio-termo para servir de primeiro-ministro titular: Narcisse-Fortunat Belleau.
A legislatura da Província do Canadá aprovou a confederação em 1865. Entretanto, nenhuma das Marítimas aprovou o plano. Macdonald e seus colegas financiaram no ano seguinte candidatos pró-confederação nas eleições gerais de Nova Brunsvique, resultando em uma legislatura pró-confederação. Pouco depois, o primeiro-ministro Charles Tupper da Nova Escócia conseguiu aprovar uma resolução pró-confederação. Uma última conferência era necessária antes do parlamento britânico poder formalizar a união. Os representantes das Marítimas partiram para Londres em julho de 1866, porém Macdonald estava bebendo outra vez e só partiu em novembro, enfurecendo as Marítimas. Ele liderou a Conferência de Londres em dezembro, sendo aclamado pelo modo que lidou com as discussões; foi lá também que cortejou e ficou noivo de Agnes Bernard. Esta era a filha de Hewitt Bernard, o secretário particular de Macdonald; os dois haviam se conhecido em 1860 em Quebec, mas Macdonald já havia visto e admirado a mulher em 1856. Ele se queimou seriamente em janeiro de 1867 quando uma vela incendiou a cadeira em que havia pegado no sono; mesmo assim, Macdonald recusou-se a faltar nas sessões da conferência. Ele e Agnes se casaram em fevereiro na Igreja de São Jorge de Londres. O Ato da América do Norte Britânica foi aprovado em 8 de março pela Câmara dos Comuns, tendo anteriormente já sido aprovado pela Câmara dos Lordes. Por fim, a rainha Vitória deu seu Consentimento Real em 29 de março de 1867.
Macdonald era a favor da união entrar em efeito no dia 15 de julho do mesmo ano por temer que os preparativos não pudessem ser completados antes. Os britânicos, por sua vez, queriam uma data mais cedo, anunciando em 22 de maio que o Domínio do Canadá passaria a existir a partir do dia 1 de julho. Monck nomeou Macdonald como o primeiro primeiro-ministro da nova nação. Com o nascimento do Domínio, o Canadá Oriental e o Canadá Ocidental tornaram-se províncias separadas conhecidas como Quebec e Ontário. Macdonald foi feito cavaleiro no próprio dia 1 de julho de 1867, que ficou conhecido como o Dia do Canadá.

## Primeiro-ministro

### Expansão

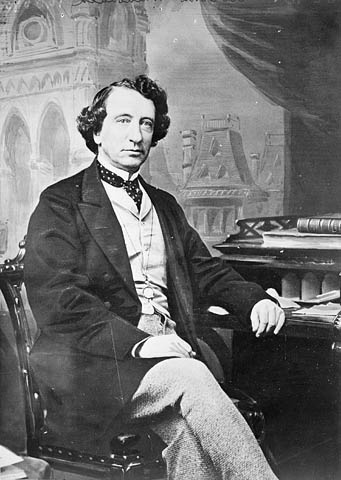
Macdonald em 1867.

Macdonald e seu governo enfrentaram problemas imediatos com a formação do novo país. Muito trabalho ainda precisava ser feito para a criação de um governo federal. A Nova Escócia já estava ameaçando sair da união; a Ferrovia Intercolonial, que conciliaria as Marítimas e as aproximaria do resto do Canadá, ainda não fora construída. As relações anglo-americanas eram ruins e as relações exteriores do Canadá ainda eram lidadas pelo Reino Unido. A saída dos Estados Unidos em 1866 do Tratado de Reciprocidade aumentou os impostos de produtos canadenses em mercados norte-americanos. Boa parte do atual território do Canadá ainda permanecia fora da união; além das colônias separadas da Ilha do Príncipe Eduardo, Terra Nova e Colúmbia Britânica que continuavam governadas pelos britânicos, grandes áreas do norte e oeste pertenciam ao Reino Unido a à Companhia da Baía de Hudson. A opinião britânica e norte-americana era de que o experimento da confederação rapidamente iria ruir, com o Canadá acabando por ser absorvido pelos Estados Unidos.
A primeira eleição geral do novo país foi realizada em agosto de 1867; o partido de Macdonald venceu facilmente por meio do grande apoio de ambas as grandes províncias e da maioria em Nova Brunsvique. O Parlamento se reuniu em novembro, surpreendentemente sem Brown, que fora derrotado em Ontário e acabou jamais servindo como um membro da Câmara dos Comuns do Canadá. A Nova Escócia concordou em 1869 em permanecer na união depois da promessa de melhores termos financeiros; a primeira de muitas províncias a negociarem concessões com o governo de Ottawa. Pressões tanto do Canadá quanto do Reino Unido falharam em trazer Terra Nova para a confederação, cujos eleitores rejeitaram tal plataforma na eleição de outubro de 1869.
Macdonald e Agnes tiveram uma filha em 1869: Mary. Logo ficou aparente que a menina tinha sérios problemas de desenvolvimento. Ela nunca foi capaz de andar e também nunca se desenvolveu completamente mentalmente. Hewitt Bernard, vice-Ministro da Justiça e ex-secretário de Macdonald, também vivia na casa de Macdonald em Ottawa junto com sua mãe viúva. Macdonald adoeceu em maio de 1870 com cálculos biliares; junto com seus problemas de bebida, ele talvez tenha desenvolvido um caso sério de pancreatite aguda. Ele mudou-se para a Ilha do Príncipe Eduardo em julho a fim de convalescer, muito provavelmente realizando discussões com o objetivo de trazer a ilha para a confederação durante uma época em que existia certo apoio em unir-se aos Estados Unidos. A ilha juntou-se ao Canadá em 1873.

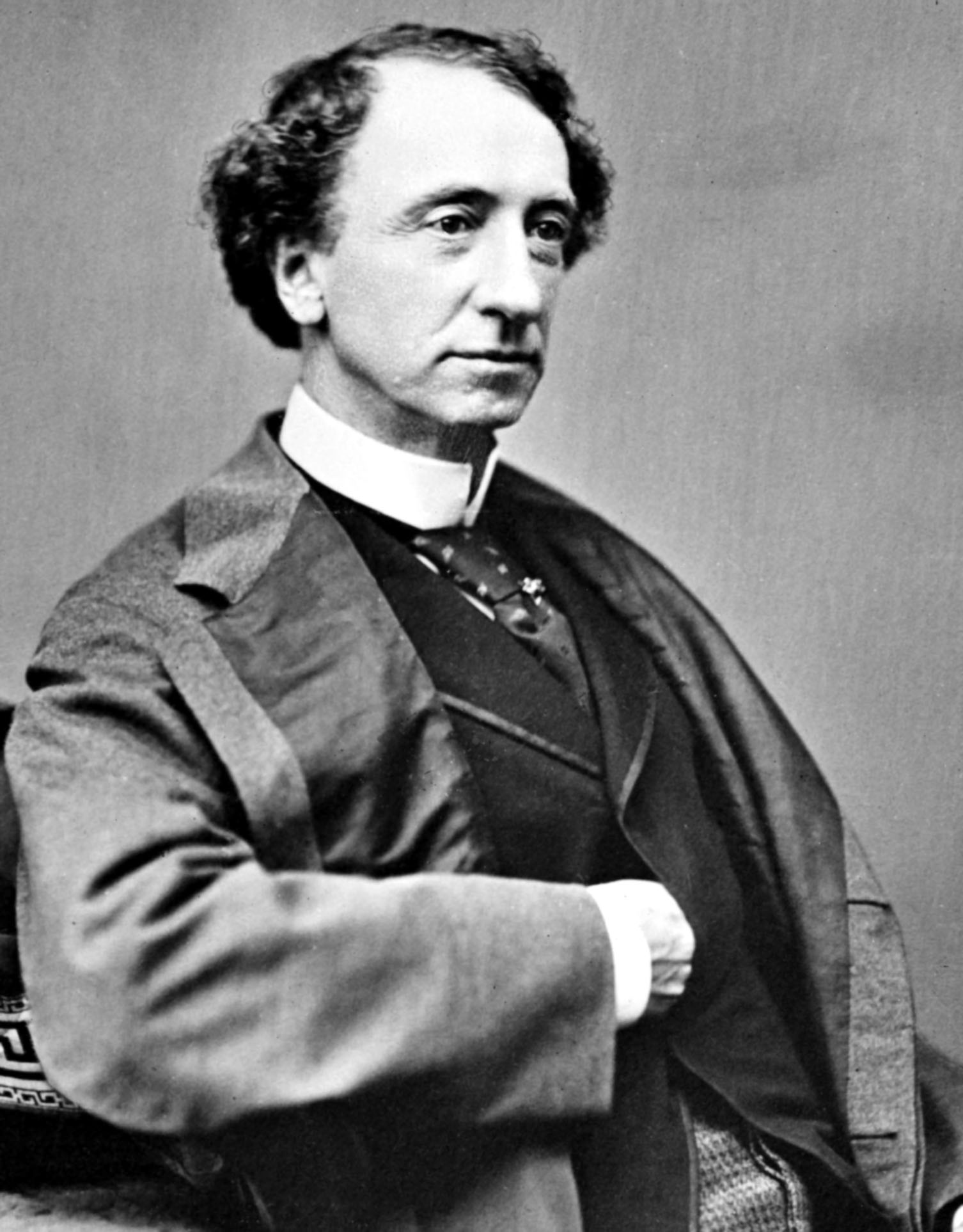
Macdonald em 1871.

Macdonald anteriormente tinha pouco entusiasmo sobre uma expansão para oeste; entretanto, como primeiro-ministro, ele tornou-se um grande apoiador de um Canadá estendendo-se da costa do Oceano Atlântico até a costa do Pacífico. Ele enviou comissários a Londres imediatamente após a formação da confederação que, após certo tempo, conseguiram negociar a transferência da Terra de Ruperto e do Território do Noroeste para o Canadá. A Companhia da Baía de Hudson recebeu trezentas mil libras e manteve alguns postos comerciais além de um vigésimo das melhores terras para agricultura. O governo canadense acabou enfrentando uma agitação na Colônia do Rio Vermelho. O povo local, incluindo os métis, temia que um governo que não levasse em conta seus interesses fosse imposto sobre eles, revoltando-se sob a liderança de Louis Riel. Macdonald não estava disposto a pagar por um território em insurreição e assim enviou tropas para subjugar os rebeldes antes de 15 de julho de 1870, a data da transferência formal; como resultado, o Rio Vermelho acabou entrando na confederação como a província de Manitoba, enquanto o resto das terras compradas tornaram-se os Territórios do Noroeste.
Macdonald também desejava garantir a Colônia de Colúmbia Britânica. Existia interesse nos Estados Unidos pela anexação da colônia e o primeiro-ministro tinha a intenção de assegurar que o Canadá obteria uma saída para o Pacífico. A Colúmbia Britânica tinha uma enorme dívida que precisaria ser assumida pelo Canadá caso ela entrasse na confederação. As negociações foram realizadas em 1870, principalmente durante a doença de Macdonald, com Cartier liderando a delegação canadense. Ele ofereceu à colônia uma ferrovia ligando às outras províncias em dez anos. Os colonos estavam preparados para termos bem menos generosos e rapidamente aceitaram juntar-se ao Canadá no ano seguinte. O parlamento ratificou os termos após um debate sobre os altos custos, com o parlamentar Alexander Morris descrevendo as discussões com os Conservadores como as piores desde a formação da confederação.
As disputas contra os norte-americanos sobre direitos de pesca continuaram, com uma comissão anglo-americana nomeada no começo de 1871 para resolver as questões entre as partes. O Canadá esperava conseguir uma compensação financeira pelos danos infligidos pelos ataques fenianos contra seu território a partir de bases nos Estados Unidos. Macdonald foi nomeado um dos comissários britânicos, um posto que ele aceitou relutantemente ao perceber que os interesses canadenses poderiam ser sacrificados pelo Reino Unido. Isto acabou sendo o caso: o Canadá não recebeu nenhuma espécie compensação e não houve significantes acordos comerciais vantajosos, que necessitaria do país abrir suas águas para pescadores norte-americanos. Macdonald precisou voltar para casa e defender o resultante Tratado de Washington em meio a uma tempestade política.

### Escândalo
Pouco antes da eleição de 1872, Macdonald ainda não tinha formulado um plano para uma política ferroviária ou pensado sobre as garantias de empréstimos necessárias para conseguir a construção. No ano anterior ele havia se encontrado com financiadores em potencial como Hugh Allan, com discussões financeiras consideráveis tendo ocorrido. Mesmo assim, o maior problema político enfrentado por Macdonald era o Tratado de Washington, que ainda não tinha sido debatido no parlamento. O tratado foi submetido para ratificação no começo de 1872, sendo aprovado na Câmara dos Comuns por uma maioria de 66.
A eleição geral foi realizada no final de agosto e início de setembro; uma redistribuição havia dado maior representação para Ontário e Macdonald passou grande parte de seu tempo realizando campanha na província, principalmente fora de Kingston. Amplos subornos para eleitores eram comuns por todo Canadá, uma prática especialmente eficaz em área cujos votos eram declarados publicamente. Macdonald e os Conservadores viram sua maioria ser reduzida de 35 para apenas oito. Os Liberais foram melhores que seus rivais em Ontário, forçando o governo a depender dos votos de parlamentares do oeste e das Marítimas que não apoiavam totalmente o partido.

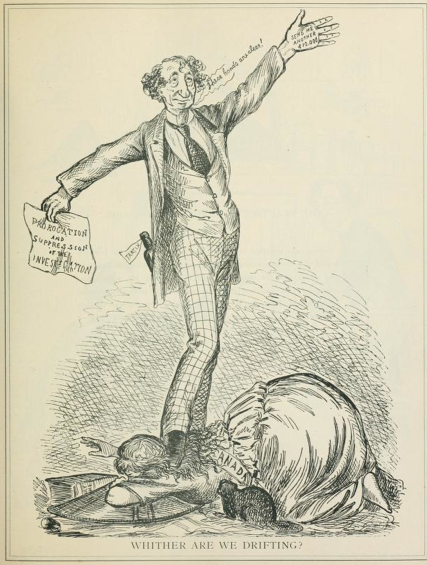
"Para onde vamos?", caricatura de John Wilson Bengough em agosto de 1873. Macdonald é mostrado triunfante com uma prorrogação na mão e atropelando a Canadá, que chora no chão. Ele está aparentemente bêbado, com uma garrafa de álcool no bolso, enquanto na palma da sua mão está escrito "Envie-me outros $10.000".

Macdonald esperava entregar o alvará da ferrovia no início de 1872, porém as negociações com os financiadores se arrastaram. O grupo de Allan acabou recebendo o alvará no final do ano. O parlamento voltou para sessão em 1873 e o parlamentar Lucius Seth Huntington acusou ministros do governo de terem recebido subornos na forma de grandes contribuições políticas para a entrega do alvará. Logo surgiram documentos que apoiaram a existência daquilo que ficou conhecido como o Escândalo da Pacific. Os financiadores liderados por Allan, que secretamente eram apoiados pela norte-americana Northern Pacific Railway, tinham doado 179 mil dólares para os fundos eleitorais dos Conservadores em troca da entrega do alvará. Jornais da oposição começaram a publicar telegramas assinados por ministros pedindo grandes quantidades de dinheiro na época em que o alvará ainda estava sendo considerado. O próprio Macdonald tinha recebido 45 mil dólares em contribuições dos financiadores. Grandes somas também foram para Cartier, que na eleição tinha travado uma luta muito dispendiosa para manter seu acento no parlamento. Ele adoecera durante a campanha com doença de Bright, algo que pode ter afetado seu julgamento; Cartier acabou morrendo em maio de 1873 enquanto se tratava em Londres.
Macdonald tentou usar adiamentos para desembaraçar o governo. A oposição respondeu ao vazar documentos para os jornais. Três jornais publicaram em 18 de julho um telegrama de Macdonald datado de agosto de 1872 em que ele exigia outros dez mil dólares de suborno e prometia que "será a última vez que pedirei". Ele conseguiu obter em agosto de 1873 uma prorrogação do parlamento ao nomear uma Comissão Real a fim de investigar a questão, porém os Liberais aplicaram grande pressão aos parlamentares vacilantes quando o parlamento voltou a se reunir em outubro, acreditando que Macdonald poderia ser derrotado por causa da questão.
Macdonald foi para a Câmara dos Comuns em 3 de novembro para defender seu governo; de acordo com seu biógrafo P. B. Waite, ele deu "o discurso de sua vida e, de certo modo, por sua vida". Ele começou a falar às 9h, parecendo frágil e doente, uma aparência que rapidamente melhorou. Ele bebeu copo depois de copo de gim e água enquanto discursava. Macdonald negou que houve qualquer barganha corrupta, afirmando que tais contribuições eram práticas comuns em todos os partidos. Depois de cinco horas, ele concluiu:
| “ | Deixo para esta Câmara com toda a confiança. Eu sou igual a qualquer sina. Posso aceitar a decisão desta Câmara seja a favor ou contra mim, mas seja contra ou a meu favor, eu sei que não é vangloriar dizer isto, pois até meus inimigos irão admitir que não sou vangloriador, que não existe no Canadá um homem que deu mais de seu tempo, mais de seu coração, mais de sua fortuna ou mais de seu intelecto e poder, como pode ser, pelo bem deste Domínio do Canadá. | ” |

O discurso foi visto como um triunfo pessoal, entretanto pouco ajudou em salvar o destino do governo. Seu apoio estava ruindo e assim Macdonald entregou em 5 de novembro de 1873 sua renúncia para o governador-geral lorde Frederick Hamilton-Temple-Blackwood, 1º Conde de Dufferin; o cargo foi entregue a Alexander Mackenzie, o líder dos Liberais. Macdonald voltou para casa depois da renúncia e contou a Agnes sobre a situação, afirmando que "É um alívio estar fora disso". Aparentemente ele nunca mais falou sobre os eventos do Escândalo da Pacific. Os parlamentares Liberais e Conservadores trocaram de lugar na Câmara dos Comuns após a renúncia do primeiro-ministro, porém o parlamentar Amor De Cosmos, um Conservador da Colúmbia Britânica, permaneceu no seu acento e dessa forma mudou de partido.
Macdonald ofereceu no dia seguinte sua renúncia como líder do partido; todavia, ela foi recusada. Mackenzie convocou uma eleição para janeiro de 1874; os Conservadores foram reduzidos a sessenta acentos dos 206 que tinham na Câmara dos Comuns, dando aos Liberais uma enorme maioria. A única província em que Conservadores conseguiram se sair vitoriosos foi a Colúmbia Britânica, principalmente porque Mackenzie tinha chamado de "impossíveis" os termos em que a província entrou na confederação. Macdonald foi reeleito por Kingston, porém perdeu sua vaga quando foram provados subornos; ele acabou vencendo a eleição seguinte por dezessete votos. De acordo com Swainson, a maioria das pessoas via a carreira política de Macdonald como encerrada, "um homem gasto e desonrado".

### Oposição

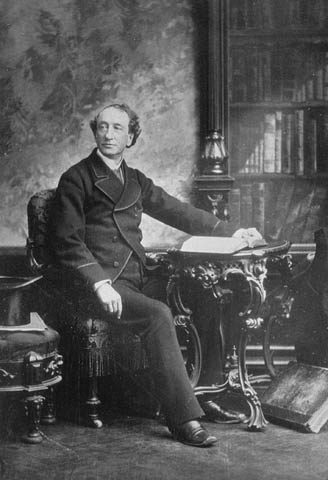
Macdonald c. 1877.

Macdonald se contentou em liderar a oposição dos Conservadores de maneira bem mais relaxada e aguardar que Liberais cometessem erros. Ele realizava longas férias e até voltou a praticar advocacia, mudando-se com a família para Toronto e entrando para uma parceria junto com seu filho Hugh John. Um erro que Macdonald acreditou que os Liberais cometeram foi um acordo comercial com os Estados Unidos, negociado em 1874; ele passou a acreditar que um protecionismo era necessário a fim de construir a indústria do Canadá. O Pânico de 1873 havia levado a uma depressão mundial e os Liberais acharam difícil financiar uma ferrovia em um clima econômico tão ruim, um projeto que eles mesmos de maneira geral não acreditavam e eram contra; o ritmo lento da construção fez a Colúmbia Britânica afirmar que o acordo em que eles entraram para a confederação estava sob o perigo de ser quebrado.
Os Conservadores adotaram em 1876 o protecionismo como parte de sua política. Esta visão foi amplamente promovida por meio de discursos em vários piqueniques políticos realizados na província de Ontário no decorrer do verão. As propostas de Macdonald ressoaram com o público e os Conservadores começaram a vencer uma série de eleições únicas de parlamentares que haviam aceitado cargos no governo. Como resultado, os Conservadores conseguiram adquirir catorze acentos por meio dessas eleições, reduzindo a maioria Liberal de Mackenzie de setenta parlamentares para 42. Apesar de todo esse sucesso, Macdonald considerou se aposentar, querendo apenas reverter os votos da eleição de 1874 e também garantir que Charles Tupper se estabelecesse como seu herdeiro político.
Os Conservadores estavam confiantes e os Liberais na defensiva quando o parlamento voltou a se reunir em 1877. A oposição teve outra sessão bem sucedida no começo do ano, com uma série de novos piqueniques começando ao redor de Toronto. Macdonald chegou a fazer campanha em Quebec, para onde raramente tinha ido, tendo anteriormente deixado os discursos na região para Cartier. Mais piqueniques foram realizados em 1878, promovendo propostas que coletivamente ficaram conhecidas como "Política Nacional": altos impostos, rápida construção da ferrovia transcontinental Canadian Pacific Railway (CPR), rápido crescimento agricultural do oeste por meio da ferrovia e políticas para atrair imigrantes. Estes eventos permitiram que Macdonald demonstrasse seus talentos de campanha e eram frequentemente bem humorados – em um deles, o líder da oposição culpou os Liberais pelas pragas nas plantações, prometendo que os insetos iriam embora se os Conservadores fossem eleitos.
Os últimos dias do 3º Parlamento Canadense foram marcados por grandes conflitos, com Macdonald e Tupper acusando o parlamentar e financiador da ferrovia Donald Smith de ter recebido permissão para construir o ramal de Pembina da CPR, a conectando com uma linha norte-americana, como um prêmio por ter traído os Conservadores durante o Escândalo da Pacific. A discussão continuou até mesmo depois dos comuns terem sido convocados para a câmara do Senado a fim de ouvirem a leitura da dissolução, com Macdonald tendo falado as últimas palavras registradas da sessão parlamentar: "Esse camarada, Smith, é o maior mentiroso que eu já vi!"
Uma eleição geral foi convocada para 17 de setembro de 1878. Os apoiadores de Macdonald temiam que ele não fosse reeleito em Kingston e tentaram fazer com que concorresse pela segura vaga por Cardwell; Macdonald havia concorrido por sua cidade natal por 35 anos e decidiu concorrer lá novamente. Ele acabou derrotado na eleição por Alexander Gunn, porém no geral os Conservadores conseguiram uma enorme vitória. Macdonald conseguiu permanecer na Câmara dos Comuns ao rapidamente ser eleito por Marquette em Manitoba, já que estas eleições foram realizadas depois das de Ontário. Como aceitou o cargo de primeiro-ministro, ele teve que enfrentar outra eleição e decidiu concorrer pelo acento de Victoria na Colúmbia Britânica. Macdonald foi facilmente eleito por Victoria, mesmo nunca tendo visitado esta ou Marquette.

### Retorno

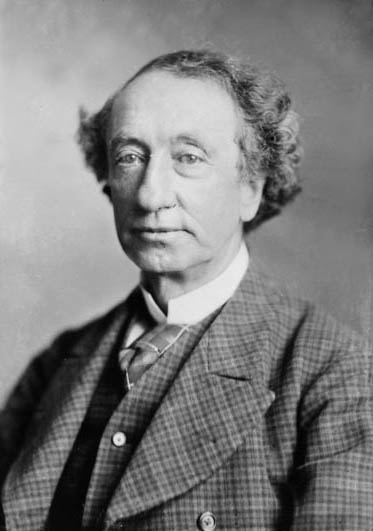
Macdonald c. 1878.

Parte da Política Nacional foi implementada no orçamento apresentado em fevereiro de 1879. O Canadá tornou-se um país de altos impostos assim como os Estados Unidos e o Império Alemão. Os impostos foram pensados com o objetivo de construir uma indústria nacional – tecidos prontos recebiam um imposto de 34%, porém os maquinários para produzi-los podiam entrar no Canadá sem nenhuma taxa. Macdonald continuou a lutar por impostos mais altos pelo restante da sua vida.
Macdonald estava ficando mais frágil, mas manteve sua perspicácia política. Ele aprovou em 1883 o Projeto de Lei dos Licores Intoxicantes, que tirava das províncias o sistema regulatório das bebidas alcoólicas, algo feito em parte para bloquear seu adversário e ex-aluno Oliver Mowat. Macdonald também passou a controlar seus hábitos de bebida, com suas bebedeiras terminando.
Ele estudou a questão da ferrovia enquanto o orçamento era aprovado, descobrindo que a situação era inesperadamente boa. Várias centenas de quilômetros já haviam sido construídos e quase toda a rota inspecionada apesar de pouco dinheiro ter sido gasto no projeto durante o mandato de Mackenzie. Macdonald havia encontrado em 1880 um consórcio liderado por George Stephen que estava disposto a assumir o projeto da CPR. O empresário Donald Smith também era um grande parceiro do consórcio, embora sua participação foi inicialmente mantida em segredo devido ao racha entre ele e os Conservadores. O Canadá no mesmo ano assumiu o controle dos territórios árticos britânicos restantes, o que levou o país praticamente para suas fronteiras atuais com a exceção de Terra Nova, que só entraria na confederação em 1949. Também em 1880, o Canadá enviou seu primeiro representante diplomático para o exterior, sir Alexander Tilloch Galt como Alto Comissário no Reino Unido. Os Conservadores foram reeleitos em 1882 com uma maioria um pouco menor, com Macdonald tendo concorrido por Carleston em Ontário.
O projeto da ferrovia transcontinental foi muito subsidiado pelo governo. À CPR foi concedido cem mil quilômetros quadrados de terras ao longo da linha, além de 25 milhões de dólares do governo. O governo também prometeu construir 32 milhões de dólares de outras ferrovias a fim de apoiar a CPR. Todo o projeto foi extremamente custoso, especialmente para um país que tinha apenas 4,1 milhões de habitantes em 1881. A CPR repetidas vezes se aproximou da falência entre 1880 e 1885 enquanto a ferrovia era lentamente construída. O terreno nas Montanhas Rochosas era bem difícil e a rota ao norte do Lago Superior mostrou-se traiçoeira, já que os trilhos e as locomotivas afundavam no lodaçal. Macdonald conseguiu um empréstimo do tesouro nacional para a CPR quando as garantias dos títulos da ferrovia falharam em tornarem-se vendáveis na economia decadente – o projeto de lei autorizando o empréstimo foi aprovado pelo Senado pouco antes da firma tornar-se insolvente.

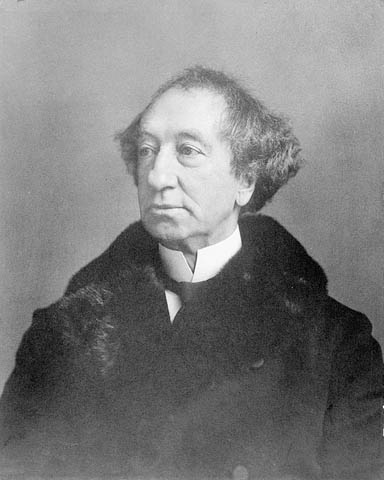
Macdonald em novembro de 1883.

O Território do Noroeste novamente entrou em revolta em 1885. Muitos métis de Manitoba haviam mudado-se para o território, com as negociações entre grupo e governo a fim de resolverem suas diferenças mostrando-se muito difíceis. Riel estava vivendo em exílio nos Estados Unidos desde 1870, porém retornou para o Canadá com a conivência de Macdonald, que acreditava que ele mostraria-se um líder com quem poderiam negociar. Em vez disso, os métis se rebelaram sob a liderança de Riel na Rebelião de Saskatchewan. O primeiro-ministro suprimiu a revolta com tropas milicianas transportadas por trem, com Riel sendo preso, julgado por traição, condenado e enforcado. Macdonald recusou-se a considerar comutar a sentença de Riel, cuja saúde mental era incerta. O enforcamento foi muito controverso e alienou Quebec dos Conservadores, que logo começaram a se alinhar com os Liberais.
Ao mesmo tempo a CPR quase entrou em falência outra vez, porém seu papel no transporte das tropas durante a rebelião demonstrou seu valor e assim o parlamento aprovou o dinheiro necessário para sua finalização. William Cornelius Van Horne, o gerente da ferrovia, telegrafou Macdonald no dia 7 de novembro de 1885 de Craigellachie na Colúmbia Britânica para lhe informar que o último trilho havia finalmente sido colocado no lugar. O primeiro-ministro viajou pela única vez até o oeste do país no verão seguinte através da própria ferrovia, indo de cidade em cidade dentro de um vagão privado e discursando para multidões. Macdonald viajou com a esposa e, para terem uma vista melhor, os dois às vezes se sentavam na estrutura de metal localizada na frente da locomotiva.
Outra disputa sobre os direitos de pesca com os Estados Unidos surgiu em 1886. Pescadores norte-americanos estavam acobertando pescas clandestinas usando provisões do tratado que permitiam que atracassem no Canadá para pegar madeira e água. Várias embarcações foram apreendidas em portos canadenses, enfurecendo os norte-americanos. Macdonald procurou aprovar o Ato de Pesca que anularia certas provisões do tratado anterior, para o desalento do Reino Unido que ainda era responsável pela política externa do Canadá. O governo britânico instruiu o governador-geral lorde Henry Petty-Fitzmaurice, 5º Marquês de Lansdowne, a não conceder o Consentimento Real para o projeto de lei, efetivamente colocando-o em espera sem vetá-lo. Os britânicos finalmente o permitiram no final do ano após várias discussões, indicando que enviariam um navio de guerra para proteger os pescadores caso um acordo não fosse alcançado com os Estados Unidos.

### Fim de vida

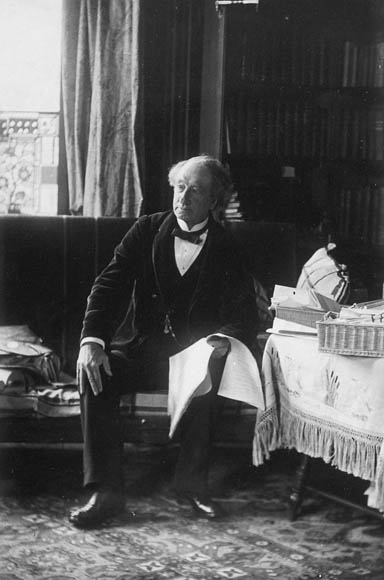
Macdonald em 1888.

Macdonald planejou realizar uma eleição geral no final de 1886 por temer continuar perdendo força política devido à economia ruim, porém ainda não havia feito a convocação quando uma eleição provincial em Ontário foi chamada por Mowat. Os Liberais foram reeleitos e aumentaram sua maioria, mesmo com o primeiro-ministro tendo realizado campanha consideravelmente. Macdonald acabou dissolvendo o parlamento em 15 de janeiro de 1887 e convocou uma eleição federal para 22 de fevereiro. Ele sofreu um grande golpe durante a campanha quando os Liberais conseguiram assumir o governo da província de Quebec, tirando os Conservadores do poder. Macdonald e seu gabinete mesmo assim fizeram forte campanha durante o inverno, com Tupper (o novo Alto Comissário para Londres) adiando sua partida a fim de ajudar as esperanças de seu partido na Nova Escócia. Edward Blake, o líder Liberal, não fez uma campanha muito boa e os Conservadores venceram nacionalmente com uma maioria de 35, vencendo facilmente em Ontário, Nova Escócia e Manitoba. O partido até mesmo conseguiu uma pequena maioria dos acentos de Quebec, apesar da existência de certo ressentimento pela execução de Riel. Macdonald foi novamente eleito por Kingston. Até mesmo os ministros mais jovens como John Thompson, que às vezes discordavam das políticas do primeiro-ministro, admitiram que Macdonald foi essencial para garantir a eleição dos Conservadores.
Blake renunciou após a derrota e foi substituído por Wilfrid Laurier. Sob a liderança deste, os Liberais, que tinham anteriormente aceitado boa parte da Política Nacional enquanto ao mesmo tempo questionavam detalhes específicos, passaram a rejeitá-la totalmente e pedir por um comércio livre com os Estados Unidos. Os apoiadores do plano de Laurier argumentavam que um comércio entre norte e sul fazia mais sentido do que tentar negociar através das vastas e vazias pradarias do Canadá usando a CPR, que nessa altura já estava provocando ressentimento por seus altos custos de transporte. Macdonald estava disposto a ter alguma "reciprocidade irrestrita" com os Estados Unidos, apesar de estar relutante em diminuir muitos dos impostos. Defensores norte-americanos daquilo que chamavam de "união comercial" viam isto como um prelúdio de uma possível união política, não tendo escrúpulos em afirmar isso, algo que causou algumas controvérsias entre os canadenses.
Macdonald convocou uma eleição geral para 5 de março de 1891. Os Liberais foram financiados pelos interesses norte-americanos, enquanto os Conservadores tiraram apoio financeiro da CPR. O primeiro-ministro, então com 76 anos de idade, desmaiou durante a campanha e realizou suas atividades políticas a partir da casa de seu cunhado em Kingston. Os Conservadores saíram-se vitoriosos no voto popular, porém sua maioria foi reduzida para 27. Os dois partidos tiveram resultados quase iguais na parte central do país, mas os Conservadores dominaram as Marítimas e o oeste, fazendo com que o parlamentar Richard John Cartwright afirmasse que a maioria de Macdonald dependia dos "farrapos e remendos da Confederação". Laurier e os Liberais foram forçados de má vontade a aceitar a Política Nacional depois da eleição, com o próprio Laurier adotando-a com apenas pequenas modificações posteriormente quando tornou-se primeiro-ministro.

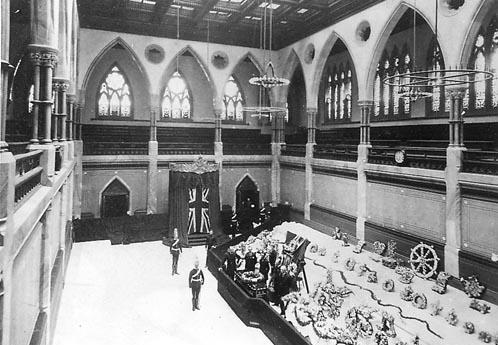
O corpo de Macdonald sendo velado na câmara do Senado, 8 de junho de 1891.

Macdonald sofreu um acidente vascular cerebral depois da eleição, ficando parcialmente paralisado e incapaz de falar. Ele ainda assim persistiu por dias, mantendo-se mentalmente alerta até finalmente morrer na tarde de sábado, 6 de junho de 1891. Centenas de pessoas passaram em frente de seu caixão aberto na câmara do Senado; seu corpo foi transportado de trem funerário até sua cidade natal de Kingston, com multidões recebendo a locomotiva em cada parada. Macdonald foi velado mais uma vez na prefeitura de Kingston, usando seu uniforme de Conselheiro Privado Imperial. Ele foi enterrado no Cemitério Cataraqui em um túmulo ao lado de sua primeira esposa Isabella. Laurier prestou sua homenagem a Macdonald na Câmara dos Comuns com um discurso, dizendo:
| “ | De fato, o lugar de Sir John A. Macdonald neste país é tão grande e tão absorvedor que é quase impossível conceber que a política deste país, o destino deste país, irá continuar sem ele. Sua perda nos esmaga. | ” |

## Legado
O historiador Thomas H. B. Symons defendeu que a maior realização da vida de Macdonald foi ter construído um forte sentimento de comunidade que uniu tanto o elemento francês quanto o britânico que existiam no Canadá em sua época. O senador Hugh Segal acredita que a maior realização do ex-primeiro-ministro é a própria nação canadense, afirmando que sem ele "nós seríamos um país que começa em algum lugar na divisa Manitoba–Ontário que provavelmente vai para o leste. Terra Nova seria como o Alasca e acredito que seria o mesmo para Manitoba, Saskatchewan, Alberta e [Colúmbia Britânica]. Estaríamos comprando nosso combustível dos Estados Unidos. Isto diminuiria nossa qualidade de vida e a amplitude das carreiras, nosso papel no mundo estaria substancialmente reduzido".
Os biógrafos também salientam suas contribuições para o estabelecimento do Canadá como nação. Segundo Swainson, ele não era um inovador, adotando ideias como a confederação, CPR e impostos protecionistas, focando suas forças políticas para transformar essas medidas em realidades. Swainson também sugere que o desejo de Macdonald por um Canadá livre e tolerante tornou-se parte da visão nacional: "Ele não apenas ajudou a criar o Canadá, mas contribuiu imensuravelmente para sua personalidade". Entretanto, Gwyn comenta que a reputação do ex-primeiro-ministro é mista e até mesmo negativa dentre historiadores canadenses e muitos membros do público, sendo visto como um político inteligente e charmoso "que possuía pouco mais – nenhuma visão, nenhuma criatividade e nenhuma ideia além de estratagemas táticos de alguém pragmático e oportunista; além de ser corrupto e cínico, e um bêbado". O próprio Gwyn tem uma opinião muito mais elevada sobre Macdonald:
| “ | suas realizações foram surpreendentes: a Confederação acima de tudo, mas quase tão importante, se não mais, expandir o país em todo o continente por uma ferrovia que era, objetivamente, uma insanidade fiscal e econômica ... No outro lado, ele foi responsável pelo escândalo da CPR, a execução de Louis Riel e os impostos de capitação sobre trabalhadores chineses. Dessa forma ele não é fácil de se escanear. Sua vida pessoal foi enfadonha em sua maior parte. Mesmo assim, poucos outros líderes canadenses – Pierre Trudeau, John Diefenbaker por um tempo, Wilfrid Laurier – tinham a mesma capacidade de inspirar amor. | ” |

## Memoriais

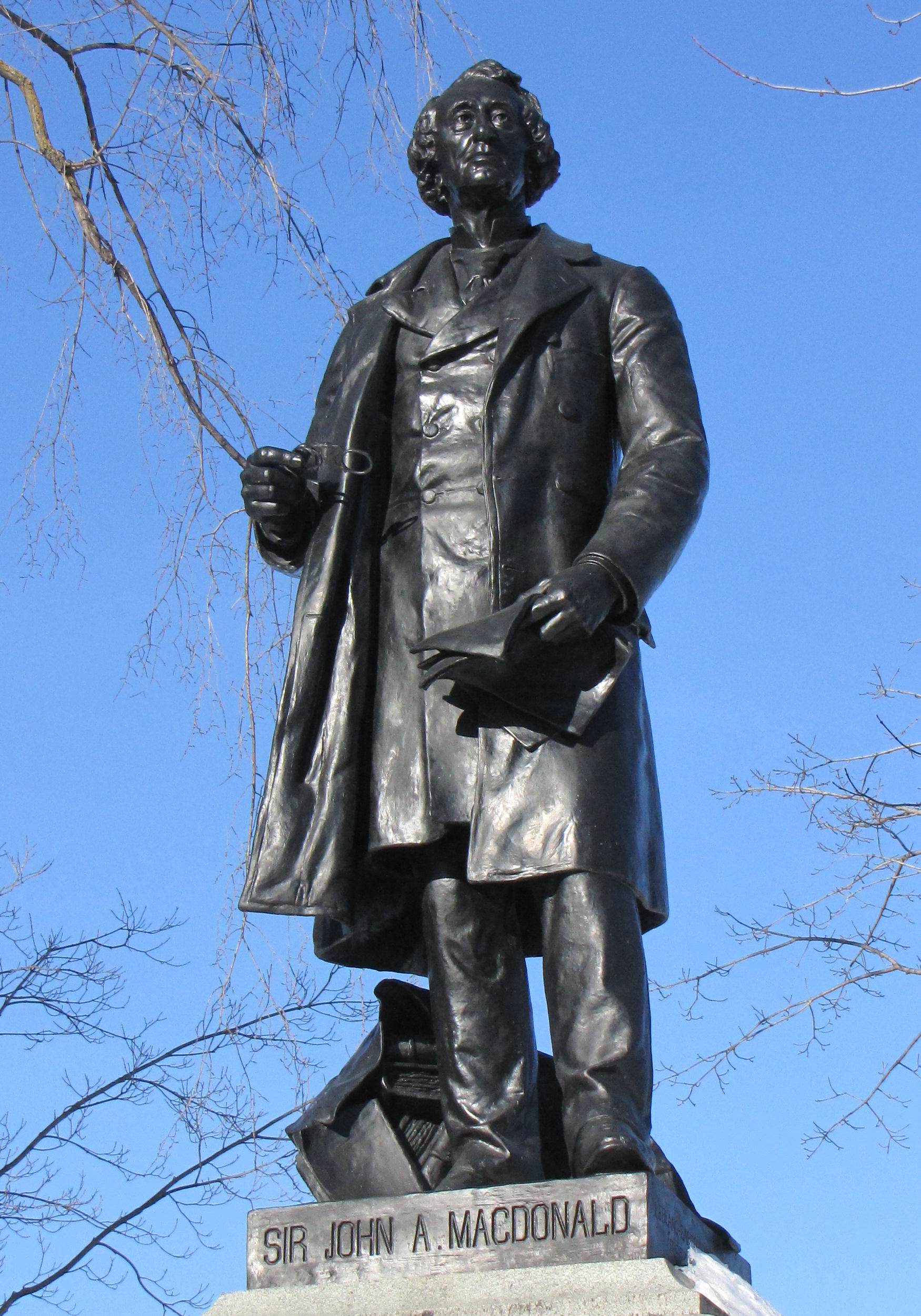
Estátua de Macdonald na Colina do Parlamento, Ottawa.

Macdonald serviu como primeiro-ministro do Canadá por pouco menos de dezenove anos, tempo no cargo só superado por Mackenzie King. Diferentemente de sua contra-parte norte-americana o presidente George Washington, nenhuma cidade ou subdivisão política foram nomeadas em homenagem a Macdonald (com a exceção de um pequeno vilarejo em Manitoba), muito menos algum grande monumento. Um pico nas Montanhas Rochosas foi nomeado Monte Macdonald em 1887. O parlamento designou em 2001 o dia 11 de janeiro como o Dia de Sir John A. Macdonald, porém este não é um feriado nacional e costuma passar sem ser comemorado. Seu busto apareceu na nota de dez dólares canadenses entre 1971 e 2018. A Casa Real da Moeda Canadense colocou em 2015 o busto de Macdonald na moeda de dois dólares com o objetivo de celebrar os duzentos anos de seu nascimento. Sua nome também foi colocado na Rodovia Sir John A. Macdonald em Ottawa, no Aeroporto Internacional Ottawa Macdonald-Cartier e a na Rodovia 401 Macdonald–Cartier.
Vários locais associados com Macdonald estão preservados até os dias de hoje. Sua sepultura foi designada em maio de 1938 como um Local Histórico Nacional do Canadá. A Casa Bellevue em Kingston, em que Macdonald e sua família viveram durante a década de 1840, também é um Local Histórico administrado pelos Parques do Canadá, tendo sido restaurada para sua aparência original do período. Earnscliffe, sua casa em Ottawa, permanece em pé e é usada atualmente como a residência oficial do Comissário Britânico para o Canadá. Várias estátuas de Macdonald foram erguidas pelo país; uma delas foi esculpida por Louis-Philippe Hebert em 1895 e está localizada na Colina do Parlamento em Ottawa. Outra estátua sua está no alto de um rodapé de mármore no Parque da Rainha em Toronto que originalmente tinha a intenção de receber uma estátua da rainha Vitória. Há também uma estátua de Macdonald no Parque Municipal de Kingston, com a Sociedade Histórica de Kingston realizando todos os anos um serviço memorial em sua homenagem.